# Chūnqiū cháshì
Chūnqiū cháshì é um filme de drama taiwanês de 1988 dirigido e escrito por Chen Kunhou. Foi selecionado como representante de Taiwan à edição do Oscar 1989, organizada pela Academia de Artes e Ciências Cinematográficas.

## Elenco
- Sylvia Chang
- Tony Ka Fai Leung
- Chieh-mei Yang